# Plosorejo (Kerjo)
Plosorejo is een bestuurslaag in het regentschap Karanganyar van de provincie Midden-Java, Indonesië. Plosorejo telt 2216 inwoners (volkstelling 2010).